# Serie Mundial de 2019
La Serie Mundial de la temporada 2019 de las Grandes Ligas de Béisbol se disputó del 22 al 30 de octubre entre los campeones de la Liga Americana, Houston Astros, y de la Liga Nacional, Washington Nationals.
La serie fue ganada por los Washington Nationals en siete juegos, el primer título de la franquicia en su historia en su primera participación en el «clásico de otoño» desde su incorporación a Las Mayores en 2005 como los sucesores de Montreal Expos (1969-2004). Terminaron con un récord de 93-69 en temporada regular, con lo que lograron clasificar a postemporada, primero en disputa por el comodín ante Milwaukee Brewers (victoria a juego único), y posteriormente con triunfos en Serie Divisional ante Los Angeles Dodgers (3-2) y por el título de la liga ante St. Louis Cardinals (4-0).
Por su parte, los Houston Astros asistieron a su tercera Serie Mundial habiendo sido la última presentación en 2017. En temporada regular alcanzaron la cifra de 107 victorias, la mayor en la historia de la franquicia. Ganaron la Serie Divisional ante Tampa Bay Rays en cinco juegos (3-2) y el título de la Liga Americana a los New York Yankees (4-2).
Todos los juegos de esta serie fueron ganados por el equipo visitante, lo que significó una nueva marca en la historia del clásico por lo cual a esta serie se le conoce como la Serie Mundial de Las Caras Tristes. Stephen Strasburg, de Washington Nationals, fue nombrado como el «Jugador más valioso».
El ganador de la Serie Mundial se definió por el equipo que logró cuatro victorias en un máximo de siete encuentros. Los dos primeros juegos, y en caso de ser necesario los juegos 6 y 7, se celebraron en el campo del ganador de la Liga Americana, al haber obtenido el mejor porcentaje de victorias en temporada regular que el representante de la Liga Nacional. Los juegos 3 y 4, y de ser necesario el quinto, se realizaron en el campo de la Liga Nacional.  

## Postemporada
En cada liga, a los dos mejores equipos que no  ganaron su división se les denominó «comodines» y se enfrentaron a un partido. El ganador del juego de comodines se unió a los tres campeones de división de cada liga y disputaron las series divisionales, al mejor de cinco partidos. Los dos ganadores disputaron la serie de campeonato de liga, al mejor de siete partidos. Los dos campeones de liga se enfrentaron en la Serie Mundial, al mejor de siete partidos.
|  | Comodín        | Comodín              | Comodín             |                      |   | Serie Divisional | Serie Divisional | Serie Divisional   |   |   | Serie de Campeonato | Serie de Campeonato | Serie de Campeonato |   |  | Serie Mundial | Serie Mundial | Serie Mundial |  |
|  |                |                      |                     |                      |   |                  |                  |                    |   |   |                     |                     |                     |   |  |               |               |               |  |
|  |                |                      |                     |                      |   |                  |                  |                    |   |   |                     |                     |                     |   |  |               |               |               |  |
|  |                |                      |                     |                      |   |                  |                  |                    |   |   |                     |                     |                     |   |  |               |               |               |  |
|  |                |                      |                     |                      |   |                  |                  |                    |   |   |                     |                     |                     |   |  |               |               |               |  |
|  |                |                      |                     |                      |   |                  |                  |                    |   |   |                     |                     |                     |   |  |               |               |               |  |
|  |                | 1                    | Houston Astros      | 3                    |   |                  |                  |                    |   |   |                     |                     |                     |   |  |               |               |               |  |
|  |                |                      |                     | 3                    |   |                  |                  |                    |   |   |                     |                     |                     |   |  |               |               |               |  |
|  |                |                      | 5                   | Tampa Bay Rays       | 2 |                  |                  |                    |   |   |                     |                     |                     |   |  |               |               |               |  |
|  | 4              | Oakland Athletics    | 5                   | Tampa Bay Rays       | 2 | 0                |                  |                    |   |   |                     |                     |                     |   |  |               |               |               |  |
|  | 4              | Oakland Athletics    |                     |                      |   |                  |                  |                    |   |   |                     |                     |                     |   |  |               |               |               |  |
|  | 5              | Tampa Bay Rays       | 1                   |                      |   |                  |                  |                    |   |   |                     |                     |                     |   |  |               |               |               |  |
|  | 5              | Tampa Bay Rays       | 1                   |                      |   |                  |                  |                    |   | 1 | Houston Astros      | 4                   |                     |   |  |               |               |               |  |
|  | Liga Americana |                      |                     |                      |   |                  |                  |                    |   | 1 | Houston Astros      | 4                   |                     |   |  |               |               |               |  |
|  |                |                      | 2                   | New York Yankees     | 2 |                  |                  |                    |   |   |                     |                     |                     |   |  |               |               |               |  |
|  |                |                      | 2                   | New York Yankees     | 2 |                  |                  |                    |   |   |                     |                     |                     |   |  |               |               |               |  |
|  |                |                      |                     |                      |   |                  |                  |                    |   |   |                     |                     |                     |   |  |               |               |               |  |
|  |                |                      |                     |                      |   |                  |                  |                    |   |   |                     |                     |                     |   |  |               |               |               |  |
|  |                | 2                    | New York Yankees    | 3                    |   |                  |                  |                    |   |   |                     |                     |                     |   |  |               |               |               |  |
|  |                |                      |                     | 3                    |   |                  |                  |                    |   |   |                     |                     |                     |   |  |               |               |               |  |
|  |                |                      | 3                   | Minnesota Twins      | 0 |                  |                  |                    |   |   |                     |                     |                     |   |  |               |               |               |  |
|  |                |                      | 3                   | Minnesota Twins      | 0 |                  |                  |                    |   |   |                     |                     |                     |   |  |               |               |               |  |
|  |                |                      |                     |                      |   |                  |                  |                    |   |   |                     |                     |                     |   |  |               |               |               |  |
|  |                |                      |                     |                      |   |                  |                  |                    |   |   |                     |                     |                     |   |  |               |               |               |  |
|  |                |                      |                     |                      |   |                  |                  |                    |   |   |                     | 1                   | Houston Astros      | 3 |  |               |               |               |  |
|  |                |                      |                     |                      |   |                  |                  |                    |   |   |                     |                     |                     | 3 |  |               |               |               |  |
|  |                |                      | 4                   | Washington Nationals | 4 |                  |                  |                    |   |   |                     |                     |                     |   |  |               |               |               |  |
|  |                |                      | 4                   | Washington Nationals | 4 |                  |                  |                    |   |   |                     |                     |                     |   |  |               |               |               |  |
|  |                |                      |                     |                      |   |                  |                  |                    |   |   |                     |                     |                     |   |  |               |               |               |  |
|  |                |                      |                     |                      |   |                  |                  |                    |   |   |                     |                     |                     |   |  |               |               |               |  |
|  |                | 2                    | Atlanta Braves      | 2                    |   |                  |                  |                    |   |   |                     |                     |                     |   |  |               |               |               |  |
|  |                |                      |                     | 2                    |   |                  |                  |                    |   |   |                     |                     |                     |   |  |               |               |               |  |
|  |                |                      | 3                   | St Louis Cardinals   | 3 |                  |                  |                    |   |   |                     |                     |                     |   |  |               |               |               |  |
|  |                |                      | 3                   | St Louis Cardinals   | 3 |                  |                  |                    |   |   |                     |                     |                     |   |  |               |               |               |  |
|  |                |                      |                     |                      |   |                  |                  |                    |   |   |                     |                     |                     |   |  |               |               |               |  |
|  |                |                      |                     |                      |   |                  |                  |                    |   |   |                     |                     |                     |   |  |               |               |               |  |
|  |                |                      |                     |                      |   |                  | 3                | St Louis Cardinals | 0 |   |                     |                     |                     |   |  |               |               |               |  |
|  | Liga Nacional  |                      |                     |                      |   |                  | 3                | St Louis Cardinals | 0 |   |                     |                     |                     |   |  |               |               |               |  |
|  |                |                      | 4                   | Washington Nationals | 4 |                  |                  |                    |   |   |                     |                     |                     |   |  |               |               |               |  |
|  |                |                      | 4                   | Washington Nationals | 4 |                  |                  |                    |   |   |                     |                     |                     |   |  |               |               |               |  |
|  |                |                      |                     |                      |   |                  |                  |                    |   |   |                     |                     |                     |   |  |               |               |               |  |
|  |                |                      |                     |                      |   |                  |                  |                    |   |   |                     |                     |                     |   |  |               |               |               |  |
|  |                | 1                    | Los Angeles Dodgers | 2                    |   |                  |                  |                    |   |   |                     |                     |                     |   |  |               |               |               |  |
|  |                |                      |                     | 2                    |   |                  |                  |                    |   |   |                     |                     |                     |   |  |               |               |               |  |
|  |                |                      | 4                   | Washington Nationals | 3 |                  |                  |                    |   |   |                     |                     |                     |   |  |               |               |               |  |
|  | 4              | Washington Nationals | 4                   | Washington Nationals | 3 | 1                |                  |                    |   |   |                     |                     |                     |   |  |               |               |               |  |
|  | 4              | Washington Nationals |                     |                      |   |                  |                  |                    |   |   |                     |                     |                     |   |  |               |               |               |  |
|  | 5              | Milwaukee Brewers    | 0                   |                      |   |                  |                  |                    |   |   |                     |                     |                     |   |  |               |               |               |  |
|  | 5              | Milwaukee Brewers    | 0                   |                      |   |                  |                  |                    |   |   |                     |                     |                     |   |  |               |               |               |  |
|  |                |                      |                     |                      |   |                  |                  |                    |   |   |                     |                     |                     |   |  |               |               |               |  |

|                                                              |
| Campeón de las Grandes Ligas Washington Nationals 1.º título |

## Rosters
Actualizado el 22 de octubre de 2019.
|    | Lanzadores        |                |    |     |
| 21 | Zack Greinke      | Estados Unidos | 36 | D/D |
| 30 | Héctor Rondón     | Venezuela      | 35 | D/D |
| 35 | Justin Verlander  | Estados Unidos | 36 | D/D |
| 36 | Will Harris       | Estados Unidos | 35 | D/D |
| 38 | Joe Smith         | Estados Unidos | 35 | D/D |
| 39 | Josh James        | Estados Unidos | 36 | D/D |
| 41 | Brad Peacock      | Estados Unidos | 31 | D/D |
| 45 | Gerrit Cole       | Estados Unidos | 29 | D/D |
| 47 | Chris Devenski    | Estados Unidos | 28 | D/D |
| 54 | Roberto Osuna     | México         | 24 | D/D |
| 55 | Ryan Pressly      | Estados Unidos | 30 | D/D |
| 65 | José Urquidy      | México         | 24 | D/D |
|    | Receptores        |                |    |     |
| 12 | Martín Maldonado  | Puerto Rico    | 33 | D/D |
| 28 | Robinson Chirinos | Venezuela      | 35 | D/D |
|    | Infield           |                |    |     |
| 1  | Carlos Correa     | Puerto Rico    | 25 | D/D |
| 2  | Alex Bregman      | Estados Unidos | 25 | D/D |
| 10 | Yulieski Gourriel | Cuba           | 35 | D/D |
| 16 | Aledmys Díaz      | Cuba           | 29 | D/D |
| 27 | José Altuve       | Venezuela      | 29 | D/D |
|    | Outfield          |                |    |     |
| 3  | Kyle Tucker       | Estados Unidos | 22 | I/D |
| 4  | George Springer   | Estados Unidos | 30 | D/D |
| 6  | Jake Marisnick    | Estados Unidos | 28 | D/D |
| 22 | Josh Redick       | Estados Unidos | 32 | I/D |
| 23 | Michael Brantley  | Estados Unidos | 32 | I/I |
| 44 | Yordan Álvarez    | Cuba           | 22 | I/D |
|    | Mánager           |                |    |     |
|    | A. J. Hinch       |                |    |     |

|    | Lanzadores        |                                       |    |     |
| 19 | Aníbal Sánchez    | Venezuela                             | 35 | D/D |
| 21 | Tanner Rainey     | Estados Unidos                        | 26 | D/D |
| 31 | Max Scherzer      | Estados Unidos                        | 35 | D/D |
| 37 | Stephen Strasburg | Estados Unidos                        | 31 | D/D |
| 41 | Joe Ross          | Estados Unidos                        | 26 | D/D |
| 44 | Daniel Hudson     | Estados Unidos                        | 32 | D/D |
| 46 | Patrick Corbin    | Estados Unidos                        | 30 | I/I |
| 48 | Javy Guerra       | Estados Unidos                        | 33 | D/D |
| 51 | Wander Suero      | República Dominicana                  | 28 | D/D |
| 56 | Fernando Rodney   | República Dominicana · Estados Unidos | 42 | D/D |
| 63 | Sean Doolittle    | Estados Unidos                        | 33 | I/I |
|    | Receptores        |                                       |    |     |
| 10 | Yan Gomes         | Brasil                                | 32 | D/D |
| 28 | Kurt Suzuki       | Estados Unidos                        | 36 | D/D |
|    | Infield           |                                       |    |     |
| 6  | Anthony Rendon    | Estados Unidos                        | 29 | D/D |
| 7  | Trea Turner       | Estados Unidos                        | 26 | D/D |
| 9  | Brian Dozier      | Estados Unidos                        | 32 | D/D |
| 11 | Ryan Zimmerman    | Estados Unidos                        | 35 | D/D |
| 13 | Asdrúbal Cabrera  | Venezuela                             | 33 | A/D |
| 15 | Matt Adams        | Estados Unidos                        | 31 | I/D |
| 47 | Howie Kendrick    | Estados Unidos                        | 36 | D/D |
|    | Outfield          |                                       |    |     |
| 2  | Adam Eaton        | Estados Unidos                        | 30 | I/I |
| 3  | Michael A. Taylor | Estados Unidos                        | 28 | D/D |
| 16 | Víctor Robles     | República Dominicana                  | 22 | D/D |
| 22 | Juan Soto         | República Dominicana                  | 21 | I/I |
| 88 | Gerardo Parra     | Venezuela                             | 32 | I/I |
|    | Mánager           |                                       |    |     |
|    | Dave Martínez     |                                       |    |     |

## Resultados
- Nota: La hora indicada corresponde al Horario del este de Norteamérica en horario de verano  (UTC -4).

### Juego 1
| Equipo    | 1 | 2 | 3 | 4 | 5 | 6 | 7 | 8 | 9 | C | H  | E |
| --------- | - | - | - | - | - | - | - | - | - | - | -- | - |
| Nationals | 0 | 1 | 0 | 1 | 3 | 0 | 0 | 0 | 0 | 5 | 9  | 0 |
| Astros    | 2 | 0 | 0 | 0 | 0 | 0 | 1 | 1 | 0 | 4 | 10 | 0 |

LG: Max Scherzer (1-0)  LP: Gerrit Cole (0-1)  SV: Sean Doolittle (1)  
HRs:  WSH – Ryan Zimmerman (1), Juan Soto (1)  HOU – George Springer (1)
- Box score
- Asistencia: 43 339 espectadores.
- Tiempo: 3 h 43 m

| WSH 0 - HOU 2 | 1ª | Yulieski Gourriel con batazo de dos bases empuja a George Springer (base por bolas) y José Altuve (sencillo) al home. |
| WSH 1 - HOU 2 | 2ª | Ryan Zimmerman batea cuadrangular con las bases limpias.                                                              |
| WSH 2 - HOU 2 | 4ª | Juan Soto batea cuadrangular con las bases limpias.                                                                   |
| WSH 3 - HOU 2 | 5ª | Adam Eaton con batazo sencillo empuja a Kurt Suzuki (base por bolas) al home.                                         |
| WSH 5 - HOU 2 | 5ª | Con batazo de dos bases de Juan Soto anotan Víctor Robles (sencillo) y Anthony Rendon (jugada de selección).          |
| WSH 5 - HOU 2 | 6ª | Patrick Corbin releva al lanzador abridor de Washington, Max Scherzer (5.0 EL, 5 H, 2 CL, 3 BB, 7 P, 0 HR).           |
| WSH 5 - HOU 3 | 7ª | George Springer batea cuadrangular solitario.                                                                         |
| WSH 5 - HOU 3 | 8ª | Will Harris releva al lanzador abridor de Houston, Gerrit Cole (7.0 EL, 8 H, 5 CL, 1 BB, 6 P, 2 HR).                  |
| WSH 5 - HOU 4 | 8ª | George Springer con batazo de dos bases empuja a Kyle Tucker (sencillo) al home.                                      |
| WSH 5 - HOU 4 | 9ª | Sean Doolittle salva el juego para Washington.                                                                        |

Comentarios
Los Astros abrieron el marcador en la primera entrada con un batazo de dos bases de Yulieski Gourriel impulsor de dos carreras, pero en la siguiente entrada los Nationals, por medio de cuadrangular de Ryan Zimmerman, anotaron su primera carrera. Otro cuadrangular del veinteañero Juan Soto —que se convirtió en el tercer jugador más joven en debutar en Serie Mundial—  niveló el marcador en el cuarto episodio. Los Nationals agregaron otras tres carreras en la parte alta del quinto episodio con batazo impulsor de una carrera de Adam Eaton y nuevamente Soto que con batazo de dos bases llevó a dos compañeros al home para dejar el marcador 5-2. Los Astros anotaron dos carreras más con George Springer como protagonista con cuadrangular solitario —lo que se convirtió en el quinto juego consecutivo con home run en Serie Mundial sumados a los del 2017 —.
en el séptimo episodio y carrera impulsada con batazo doble en el octavo para acercar a los locales con marcador de 4-5. Pero los Nationals lograron superar la faena del lanzador Gerrit Cole, quien había logrado 19 triunfos consecutivos desde el mes de mayo y con Sean Doolittle salvando el juego se adjudicaron su primer triunfo de la serie.

### Juego 2
| Equipo    | 1 | 2 | 3 | 4 | 5 | 6 | 7 | 8 | 9 | C  | H  | E |
| --------- | - | - | - | - | - | - | - | - | - | -- | -- | - |
| Nationals | 2 | 0 | 0 | 0 | 0 | 0 | 6 | 3 | 1 | 12 | 14 | 2 |
| Astros    | 2 | 0 | 0 | 0 | 0 | 0 | 0 | 0 | 1 | 3  | 9  | 1 |

LG: Stephen Strasburg (1-0)  LP: Justin Verlander (0-1)  
HRs:  WSH – Kurt Suzuki (1), Adam Eaton (1), Michael A. Taylor (1)  HOU – Alex Bregman (1), Martín Maldonado (1)
- Box score
- Asistencia: 43 357 espectadores.
- Tiempo: 4 h 1 m

| WSH 2 - HOU 0  | 1ª | Anthony Rendon con batazo doble lleva a Trea Turner (base por bolas) y Adam Eaton (sencillo) al home.                                                             |
| WSH 2 - HOU 2  | 1ª | Alex Bregman batea cuadrangular con Michael Brantley (sencillo) en base.                                                                                          |
| WSH 3 - HOU 2  | 7ª | Kurt Suzuki batea cuadrangular solitario. |
| WSH 3 - HOU 2  | 7ª | Ryan Pressly releva al lanzador abridor de Houston, Justin Verlander (6.0 EL, 7 H, 4 CL, 3 BB, 6 P, 1 HR).                                                        |
| WSH 4 - HOU 2  | 7ª | Howie Kendrick con batazo sencillo empuja a Víctor Robles (base por bolas) al home.                                                                               |
| WSH 6 - HOU 2  | 7ª | Asdrúbal Cabrera con batazo sencillo empuja a Trea Turner (base por bolas) y Juan Soto (base por bolas intencional) al home.                                      |
| WSH 8 - HOU 2  | 7ª | Ryan Zimmerman con batazo sencillo dentro del cuadro empuja a Howie Kendrick al home, Asdrúbal Cabrera anota por error en el tiro a primera base de Alex Bregman. |
| WSH 8 - HOU 2  | 7ª | Fernando Rodney releva al lanzador abridor de Washington, Stephen Strasburg (6.0 EL, 7 H, 2 CL, 1 BB, 7 P, 1 HR).                                                 |
| WSH 10 - HOU 2 | 8ª | Adam Eaton batea cuadrangular con Víctor Robles en base (en base por pass ball).                                                                                  |
| WSH 11 - HOU 2 | 8ª | Asdrúbal Cabrera con batazo sencillo empuja a Juan Soto (base por bolas) al home.                                                                                 |
| WSH 12 - HOU 2 | 9ª | Michael A. Taylor batea cuadrangular con las bases limpias. |
| WSH 12 - HOU 3 | 9ª | Martín Maldonado batea cuadrangular con las bases limpias. |

Comentarios
Los Nationals lograron abrir el marcador con un doble de Anthony Rendon con dos hombres en base en el primer episodio, pero los Astros lograron responder en la parte baja con un cuadrangular de Alex Bregman (con 41 vuelacercas en temporada regular) con hombre en base para nivelar el marcador. Así se mantuvo el juego empatado a dos carreras por bando con ambos abridores —Justin Verlander por Houston, Stephen Strasburg por Washington— conteniendo la ofensiva de los rivales hasta la sexta entrada. Fue en el sétptimo inning cuando el receptor Kurt Suzuki logró un cuadrangular ante Verlander (21 triunfos en temporada regular), quien posteriormente fue relevado por Ryan Pressly, pero los visitantes continuaron sumando a la ofensiva: en la misma entrada Howie Kendrick con batazo dentro del cuadro empujó una carrera, Asdrúbal Cabrera con otro sencillo al jardín central agregó otras dos anotaciones, y otro batazo de Ryan Zimmerman dentro del cuadro provocó una carrera impulsada y otra por error del tercera base Bregman. Marcador 8-2 para la visita. Para la octava entrada, ante el lanzador local Josh James, Matt Eaton se apuntó un cuadrangular con hombre en base, marcador 10-2, y Asdrúbal Cabrera ante Héctor Rondón en el montículo logró batazo sencillo para dejar el marcador 11-2. La duodécima carrera de los Nationals llegó en la parte alta del noveno con cuadrangular de Michael A. Taylor, y para cerrar el juego los locales pudieron sumar una carrera por vuelacerca de Martín Maldonado para dejar el marcador 12-3 a favor de los Nationals para quedar con ventaja de 2-0 en la serie. En este juego Justin Verlander llegó a la cifra de 202 ponches para convertirse en el líder de todos los tiempos en esta categoría para Serie Mundial y play-off.

### Juego 3
| Equipo    | 1 | 2 | 3 | 4 | 5 | 6 | 7 | 8 | 9 | C | H  | E |
| --------- | - | - | - | - | - | - | - | - | - | - | -- | - |
| Astros    | 0 | 1 | 1 | 0 | 1 | 1 | 0 | 0 | 0 | 4 | 11 | 0 |
| Nationals | 0 | 0 | 0 | 1 | 0 | 0 | 0 | 0 | 0 | 1 | 9  | 2 |

LG: Josh James (1-0)  LP: Aníbal Sánchez (0-1)  SV: Roberto Osuna (1)  
HRs:  HOU – Robinson Chirinos (1)
- Box score
- Asistencia: 43 867 espectadores.
- Tiempo: 4 h 3 m

| HOU 1 - WSH 0 | 2ª | Josh Reddick con batazo sencillo empuja a Carlos Correa (doble) al home.                                        |
| HOU 2 - WSH 0 | 3ª | Michael Brantley con batazo sencillo empuja a José Altuve (doble) al home.                                      |
| HOU 2 - WSH 1 | 4ª | Víctor Robles con batazo de tres bases empuja a Ryan Zimmerman (base por bolas) al home.                        |
| HOU 3 - WSH 1 | 5ª | Michael Brantley con batazo sencillo empuja a José Altuve (doble) al home.                                      |
| HOU 3 - WSH 1 | 5ª | Josh James releva al lanzador abridor de Houston, Zack Greinke (4.2 EL, 7 H, 1 CL, 3 BB, 6 P, 0 HR).            |
| HOU 4 - WSH 1 | 6ª | Robinson Chirinos batea cuadrangular con las bases limpias.                                                     |
| HOU 4 - WSH 1 | 6ª | Fernando Rodney releva al lanzador abridor de Washington, Aníbal Sánchez (5.1 EL, 10 H, 4 CL, 1 BB, 4 P, 1 HR). |
| HOU 4 - WSH 1 | 9ª | Roberto Osuna salva el juego para Houston.                                                                      |

Comentarios
Josh Reddick y Michael Brantley con batazos de una base lograron empujar a un corredor respectivamente en los episodios dos y tres para adelantar a los Astros 2-0. Víctor Robles bateó un triple y con ello empujó una carrera para acercar a los locales en el marcador, pero nuevamente Brantley impulsó otra carrera con el mismo hombre en base como en la primera oportunidad: José Altuve. La cuarta y definitiva carrera llegó por un cuadrangular en el sexto episodio por parte de Robinson Chirinos para que Roberto Osuna salvara el juego para Houston y ganar su primer enfrentamiento. Los Nationals dejaron 12 corredores en las bases en total al acabar sus turnos. Para la capital de los Estados Unidos, Washington D. C., fue la primera vez desde 1933 que albergaba un «clásico de otoño» cuando los Washington Senators enfrentaron a los New York Giants.

### Juego 4
| Equipo    | 1 | 2 | 3 | 4 | 5 | 6 | 7 | 8 | 9 | C | H  | E |
| --------- | - | - | - | - | - | - | - | - | - | - | -- | - |
| Astros    | 2 | 0 | 0 | 2 | 0 | 0 | 4 | 0 | 0 | 8 | 13 | 1 |
| Nationals | 0 | 0 | 0 | 0 | 0 | 1 | 0 | 0 | 0 | 1 | 4  | 0 |

LG: José Urquidy (1-0)  LP: Patrick Corbin (0-1)  
HRs:  HOU – Robinson Chirinos (2), Alex Bregman (2)
- Box score
- Asistencia: 43 889 espectadores.
- Tiempo: 3 h 48 m

| HOU 1 - WSH 0 | 1ª | Alex Bregman con batazo sencillo empuja a José Altuve (sencillo) al home.                                                                  |
| HOU 2 - WSH 0 | 1ª | Yulieski Gourriel con batazo sencillo dentro del cuadro empuja Michael Brantley (sencillo) al home.                                        |
| HOU 4 - WSH 0 | 4ª | Robinson Chirinos batea cuadrangular con Carlos Correa (base por bolas) en base.                                                           |
| HOU 4 - WSH 0 | 6ª | Josh James releva al lanzador abridor de Houston, José Urquidy (5.0 EL, 2 H, 0 CL, 0 BB, 4 P, 0 HR).                                       |
| HOU 4 - WSH 1 | 6ª | Juan Soto con roletazo a primera base es puesto out, Gerardo Parra (base por bolas) anota.                                                 |
| HOU 4 - WSH 1 | 7ª | Tanner Rainey releva al lanzador abridor de Washington, Patrick Corbin.(6.0 EL, 4 H, 4 CL, 2 BB, 5 P, 1 HR).                               |
| HOU 8 - WSH 1 | 7ª | Alex Bregman anota un Grand Slam con Kyle Tucker (base por bolas), George Springer (base por bolas) y Michael Brantley (sencillo) en base. |

Comentarios
Los Astros se adelantaron en el marcador con dos carreras, esta vez en el primer episodio con batazos sencillos de Alex Bregman al jardín y Yulieski Gourriel dentro del cuadro que impulsaron una carrera cada uno. De igual forma, el receptor Robinson Chirinos aportó otro cuadrangular en el cuarto episodio, segundo a su cuenta, con hombre en base para dejar el marcador 4-0. Los locales anotaron una carrera en la sexta entrada gracias a un batazo de Juan Soto que, puesto fuera en primera base y con bases llenas, logró empujar a Gerardo Parra al plato. Con Fernando Rodney en el montículo, que relevó al abridor de Washington Patrick Corbin que dejó dos hombres en base, los Astros, con hit de Michael Brantley, lograron congestionar las bases. En ese momento llegó el turno de Alex Bregman quien bateó un Grand Slam, su segundo cuadrangular en la serie, para dejar el marcador definitivo 8-1 y emparejar el «clásico de otoño» a dos triunfos por equipo. El triunfo de José Urquidy lo convirtió en el segundo lanzador de origen mexicano que gana un juego de Serie Mundial desde 1983 cuando lo hizo Fernando Valenzuela. Además, el Grand Slam de Bregman fue el vigésimo en la historia de las series mundiales.

### Juego 5
| Equipo    | 1 | 2 | 3 | 4 | 5 | 6 | 7 | 8 | 9 | C | H  | E |
| --------- | - | - | - | - | - | - | - | - | - | - | -- | - |
| Astros    | 0 | 2 | 0 | 2 | 0 | 0 | 0 | 1 | 2 | 7 | 10 | 0 |
| Nationals | 0 | 0 | 0 | 0 | 0 | 0 | 1 | 0 | 0 | 1 | 4  | 0 |

LG: Gerrit Cole (1-1)  LP: Joe Ross (0-1)  
HRs:  HOU – Yordan Álvarez (1), Carlos Correa (1), George Springer (2)  WSH – Juan Soto (2)
- Box score
- Asistencia: 43 910 espectadores.
- Tiempo: 3 h 19 m

| HOU 2 - WSH 0 | 2ª | Yordan Álvarez batea cuadrangular con Yulieski Gourriel (sencillo) en base.                            |
| HOU 4 - WSH 0 | 4ª | Carlos Correa batea cuadrangular con Yordan Álvarez (sencillo) en base.                                |
| HOU 4 - WSH 0 | 6ª | Tanner Rainey releva al lanzador abridor de Washington, Joe Ross (5.0 EL, 5 H, 4 CL, 2 BB, 1 P, 2 HR). |
| HOU 4 - WSH 1 | 7ª | Juan Soto batea cuadrangular con las bases limpias.                                                    |
| HOU 5 - WSH 1 | 8ª | Yulieski Gourriel batea sencillo, George Springer (doble) anota.                                       |
| HOU 5 - WSH 1 | 8ª | Joe Smith releva al lanzador abridor de Houston, Gerrit Cole (7.0 EL, 3 H, 1 CL, 2 BB, 9 P, 1 HR).     |
| HOU 7 - WSH 1 | 9ª | George Springer batea cuadrangular con Martín Maldonado (sencillo) en base.                            |

Comentarios
Para el quinto juego de la serie nuevamente los Astros abrieron el marcador por tercera vez consecutiva, esta vez con cuadrangular con hombre en base por parte de Yordan Álvarez en el segundo episodio, lo que le convirtió en el segundo pelotero más joven de la Liga Americana en conectar un home run a sus 22 años y 122 días. Para el cuarto episodio los visitantes se alejaron en el marcador 4-0 con otro vuelacercas de Carlos Correa con Álvarez en base. Soto logró la primera carrera de los Nationals con cuadrangular ante el abridor Gerrit Cole quien había mantenido silenciada la ofensiva local por siete entradas y un tercio. Yulieski Gourriel empujó la quinta carrera en la parte alta del octavo inning y George Springer bateó cuadrangular de dos carreras en la novena entrada para dejar el definitivo marcador de 7-1 a favor de los Astros y adelantarse en la Serie Mundial con tres victorias. Desde 1949 ningún equipo había logrado ganar tres juegos consecutivos como visitante.

### Juego 6
| Equipo    | 1 | 2 | 3 | 4 | 5 | 6 | 7 | 8 | 9 | C | H | E |
| --------- | - | - | - | - | - | - | - | - | - | - | - | - |
| Nationals | 1 | 0 | 0 | 0 | 2 | 0 | 2 | 0 | 2 | 7 | 9 | 0 |
| Astros    | 2 | 0 | 0 | 0 | 0 | 0 | 0 | 0 | 0 | 2 | 6 | 0 |

LG: Stephen Strasburg (2-0)  LP: Justin Verlander (0-2)  
HRs:  WSH – Adam Eaton (2), Juan Soto (3), Anthony Rendon (1)  HOU – Alex Bregman (3)
- Box score
- Asistencia: 43 384 espectadores.
- Tiempo: 3 h 37 m

| WSH 1 - HOU 0 | 1ª | Anthony Rendon con batazo sencillo empuja a Trea Turner (sencillo) al home.                                      |
| WSH 1 - HOU 1 | 1ª | José Altuve con batazo de sacrificio a los jardines empuja a George Springer (doble).                            |
| WSH 1 - HOU 2 | 1ª | Alex Bregman batea cuadrangular con las bases limpias.                                                           |
| WSH 2 - HOU 2 | 5ª | Adam Eaton batea cuadrangular con las bases limpias.                                                             |
| WSH 3 - HOU 2 | 5ª | Juan Soto batea cuadrangular con las bases limpias.                                                              |
| WSH 3 - HOU 2 | 6ª | Brad Peacock releva al lanzador abridor de Houston, Justin Verlander (5.0 EL, 5 H, 3 CL, 3 BB, 3 P, 2 HR).       |
| WSH 5 - HOU 2 | 7ª | Anthony Rendon batea cuadrangular con Yan Gomes (sencillo) en base.                                              |
| WSH 7 - HOU 2 | 9ª | Anthony Rendon con batazo de dos bases empuja a Trea Turner (doble) y Adam Eaton (base por golpe) en base.       |
| WSH 7 - HOU 2 | 9ª | Sean Doolittle releva al lanzador abridor de Washington, Stephen Strasburg (8.1 EL, 5 H, 2 CL, 2 BB, 7 P, 1 HR). |

Comentarios
Como en los cuatro juegos anteriores, el equipo visitante abrió el marcador. Anthony Rendon, por los Nationals, con batazo de una base en el primer episodio empujó a Trea Turner para dejar 1-0 el marcador, pero los Astros respondieron en la parte baja con el tercer cuadrangular de la serie de Alex Bregman con hombre en base y darle ventaja de una carrera a los Astros (1-2). Justin Verlander mantuvo a la ofensiva visitante silenciada en los tres episodios siguientes hasta que, con sendos cuadrangulares de Adam Eaton y Juan Soto —tercero a su cuenta—, los Nationals dejaron el marcador nuevamente a favor 3-2. Verlander dejó el montículo en el sexto episodio lo que significó su séptima frustración para ganar un encuentro de Serie Mundial. La ofensiva de Washington continuó acumulando carreras con Rendon como protagonista: bateó cuadrangular con hombre en base en el séptimo episodio y doble en el noveno para darle la victoria a su equipo 7 carreras a 2, nivelar la serie y alargarla a un séptimo y definitivo juego. Stephen Strasgurg se apuntó su segunda victoria con una faena de ocho entradas y un tercio. Con seis juegos consecutivos ganados por los visitantes, se impuso un récord para Serie Mundial. Por su parte, Juan Soto se convirtió en el pelotero con más home runs en postemporada (5) y Serie Mundial (3) para un pelotero menor de 22 años.

### Juego 7
| Equipo    | 1 | 2 | 3 | 4 | 5 | 6 | 7 | 8 | 9 | C | H | E |
| --------- | - | - | - | - | - | - | - | - | - | - | - | - |
| Nationals | 0 | 0 | 0 | 0 | 0 | 0 | 3 | 1 | 2 | 6 | 9 | 0 |
| Astros    | 0 | 1 | 0 | 0 | 1 | 0 | 0 | 0 | 0 | 2 | 9 | 1 |

LG: Patrick Corbin (1-1)  LP: Will Harris (0-1)  
HRs:  WSH – Anthony Rendon (2), Howie Kendrick (1)  HOU – Yulieski Gourriel (1)
- Box score
- Asistencia: 43 326 espectadores.
- Tiempo: 3 h 42 m

| WSH 0 - HOU 1 | 2ª | Yulieski Gourriel batea cuadrangular solitario.                                                             |
| WSH 0 - HOU 2 | 5ª | Carlos Correa con batazo de una base empuja a Yulieski Gourriel (jugada de selección) al home.              |
| WSH 0 - HOU 2 | 6ª | Patrick Corbin releva al lanzador abridor de Washington, Max Scherzer (5.0 EL, 7 H, 2 CL, 4 BB, 3 P, 1 HR). |
| WSH 1 - HOU 2 | 7ª | Anthony Rendon batea cuadrangular solitario.                                                                |
| WSH 1 - HOU 2 | 7ª | Will Harris releva al lanzador abridor de Houston, Zack Greinke (6.1 EL, 2 H, 2 CL, 2 BB, 3 P, 1 HR).       |
| WSH 3 - HOU 2 | 7ª | Howie Kendrick batea cuadrangular con Juan Soto (base por bolas) en base.                                   |
| WSH 4 - HOU 2 | 8ª | Juan Soto con batazo sencillo empuja a Adam Eaton (base por bolas) al home.                                 |
| WSH 6 - HOU 2 | 9ª | Adam Eaton batea sencillo, empuja a Yan Gomes (jugada de selección) y Víctor Robles (sencillo) al home.     |

Comentarios
Con cuadrangular de Yulieski Gourriel en la parte baja de la segunda entrada, los Astros se adelantaron en el marcador y agregaron una más por batazo de una base de Carlos Correa que impulsó al mismo Gourriel al plato en el quinto episodio. Para el sexto inning el lanzador abridor de los visitantes, Max Scherzer, recientemente recuperado de una lesión fue relevado, mientras su contraparte, Zack Greinke, lanzador abridor de los Astros, mantenía silenciada a la ofensiva de los Nationals, limitados a un tan solo hit hasta el sexto episodio. Ya en el séptimo, Anthony Rendon truncó la faena de Greinke con un cuadrangular solitario; esto, sumado a una base por bolas a Juan Soto, provocó el relevo del lanzador. Con Will Harris en el montículo, Howie Kendrick disparó otro cuadrangular para adelantar a los visitantes 3-2. Para la octava entrada Soto empujó a Adam Eaton para la cuarta anotación, y el mismo Eaton para la última entrada sumó dos carreras impulsadas con batazo sencillo. Para cerrar el juego, Daniel Hudson llegó al montículo con la tarea de terminar el juego a favor de Washington, lo que realizó con éxito ante los tres bateadores enfrentados para que los Nationals se adjudicaran la Serie Mundial por primera vez en la historia de la franquicia, en un clásico que dejó la marca inédita de siete juegos ganados por el equipo de visita, siendo también los Nationals el primer equipo en ganar cuatro juegos como visitante. La capital estadounidense no albergaba un monarca de Grandes Ligas desde 1924 cuando los Senators ganaron la Serie Mundial. Además, los Nationals fueron el séptimo ganador de un «clásico de otoño» en calidad de comodín en postemporada.

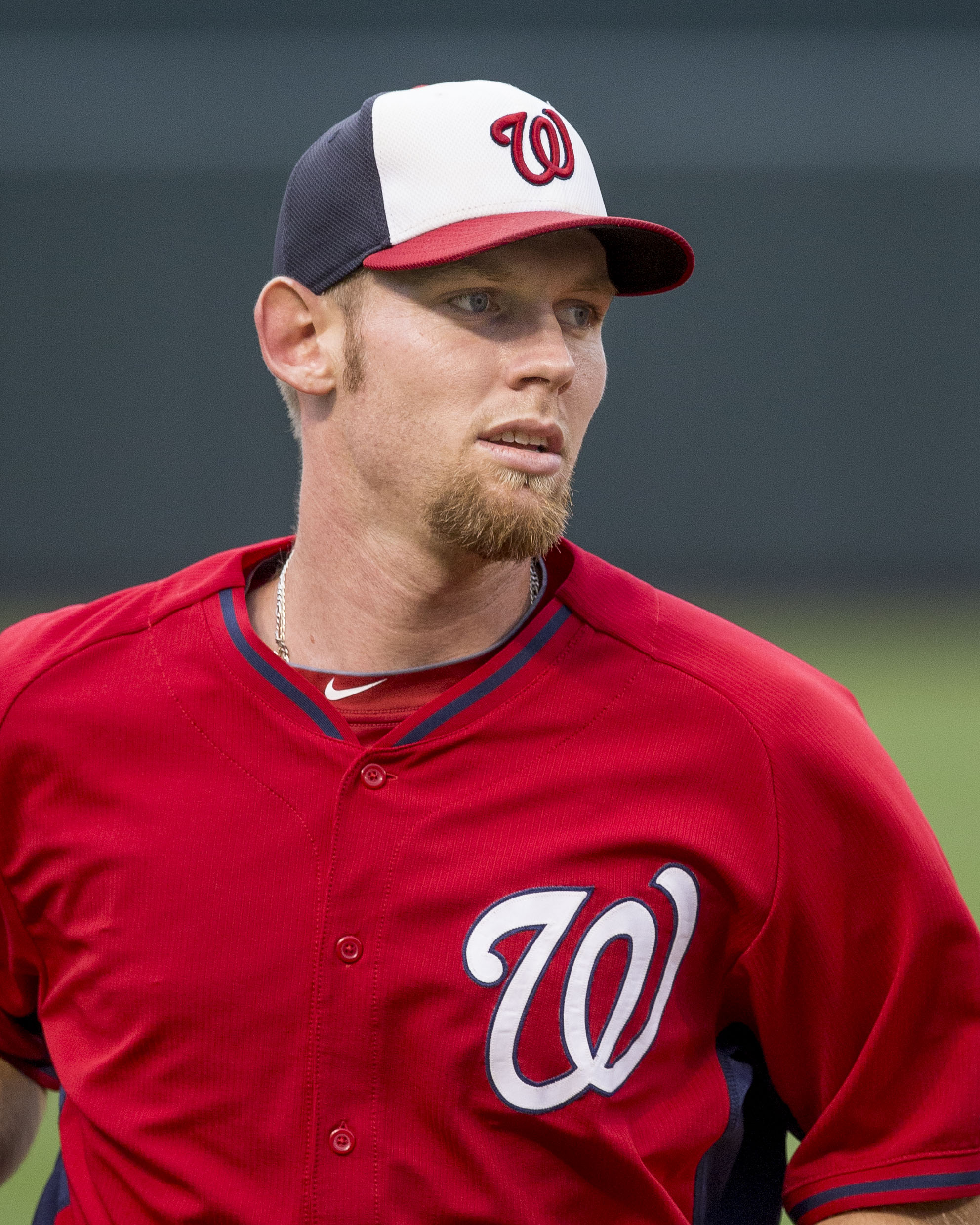
Stephen Strasburg.

## Jugador más valioso
El lanzador de Washington Nationals, Stephen Strasburg, fue nombrado el «Jugador más valioso» de la Serie Mundial. Ganó los dos juegos que inició, el primero de ellos en la contundente victoria de Washington de 12-3 en el segundo juego, en el que lanzó seis entradas completas con dos carreras limpias admitidas por parte Houston, y principalmente el juego seis, fundamental para alargar la serie a siete encuentros. En dicho juego dominó a los locales a través de ocho entradas y un tercio, los limitó a cinco hits y permitió dos carreras. De hecho, ganó los cinco juegos de postemporada que inició como abridor.
| Jugador           | Equipo | G | P | ERA  | JI | SV | IL   | H  | CL | BB | K  |
| Stephen Strasburg | WSH    | 2 | 0 | 2,51 | 2  | 0  | 14,1 | 12 | 4  | 3  | 14 |

Leyenda: G: Juegos ganados; P: juegos perdidos; ERA: Promedio de carreras limpias permitidas; JI: Juegos iniciados; SV: Juegos salvados; IL: Entradas lanzadas; CL: Carreras limpias permitidas; BB: Bases por bolas; K: Ponches.